# Lokalna pętla abonencka
Lokalna pętla abonencka – według określenia zawartego w prawie komunikacji elektronicznej (w latach 2004-2024 w prawie telekomunikacyjnym), obwód łączący zakończenie sieci z punktem dostępu do stacjonarnej publicznej sieci telefonicznej, w szczególności z przełącznicą główną lub równoważnym urządzeniem.